# Southern Star Central Gas Pipeline
Southern Star Central Gas Pipeline — трубопровідна система, створена для постачання природного газу з басейнів півдня США та Скелястих гір до ряду штатів у центральній частині країни, зокрема, Канзасу, Міссурі та Небраски.
На тлі «газового буму» 1920-х років в США почався масштабний розвиток майбутньої системи Southern Star Central Gas Pipeline. Поступово шляхом прокладання магістральних газопроводів та об'єднання окремих дистрибуційних мереж утворилась система, загальна довжина якої станом на середину 2010-х досягла 6000 миль. В її складі можна виділити:
- найпротяжнsiу гілку, що починається на півдні Вайомінгу в басейні Грейт-Грін-Рівер, проходить через газовий хаб Шаєнн (постачається, зокрема, через системи Wyoming Interstate Company та Colorado Interstate Gas) та басейн Денвер-Юлесбург (суміжні райони на сході Вайомінгу та Колорадо) і прямує до центрального Канзасу;
- лінію від басейну Хьготон на південному-заході Канзасу через центральну частину штату до Канзас-сіті;
- кілька ниток, що транспортують продукцію басейнів Анадарко та Аркома в Оклахомі на північний схід до Канзас-сіті.

Система має численні відгалуження, а кілька гілок заходять у розташований на схід від Канзасу штат Міссурі. Серед основних центрів, які постачаються за допомогою Southern Star Central Gas Pipeline, можна вказати Вічиту, Топіку та Канзас-сіті (Канзас), Спрінгфілд, Джоплін, Сент-Луїс (Міссурі), а також власне Оклахома-сіті, розташоване прямо в центрі нафтогазовидобувного району.
Загальна річна пропускна здатність системи складає до 25 млрд м3 на рік, що забезпечується роботою 40 компресорних станцій. Разом з нею діють 8 підземних сховищ газу загальною ємністю 1,3 млрд м3.
Система, що базується на ресурсах двох найбільших газовидобувних регіонів — Мексиканської затоки та Скелястих гір — має 23 інтерконектори з іншими газопроводами, в тому числі 7 бідирекціональних.